# スナッフ/SNUFF
『スナッフ/SNUFF』（Snuff）は、1976年のアルゼンチン・アメリカ合衆国合作のスプラッター映画。実際のスナッフフィルムであるかのように喧伝、公開された。

## キャスト
| 役名           | 俳優                         |
| -------------- | ---------------------------- |
| Angelica       | Margarita Amuchástegui       |
| Ana            | Ana Carro                    |
| Susanna        | Liliana Fernández Blanco     |
| Carmela        | ロベルタ・フィンドレイ（声） |
| Horst's father | アルフレッド・イグレシアス   |
| Satan          | Enrique Larratelli           |
| Terry London   | Mirtha Massa                 |
| Max Marsh      | Aldo Mayo                    |
| Horst Frank    | Clao Villanueva              |
| Detective      | マイケル・フィンドレイ       |

## スタッフ
- 監督：ロベルタ・フィンドレイ（英語版）、マイケル・フィンドレイ
- 製作：ジャック・ブラフマン、アラン・シャックルトン

## 製作
映画は元々は、マイケルとロベルタのフィンドレイ夫妻のエクスプロイテーション映画製作チームが脚色し、監督した『スローター（Slaughter）』というタイトルの低予算スプラッター映画であった。1971年に予算節約のためアルゼンチンで撮影された映画は、チャールズ・マンソンファミリー風の殺人カルト集団の行状を描いた。しかしサドマゾヒズムを専門としている配給会社モナーク・リリーシングはお蔵入りとした。
5年が経過し、モナーク・リリーシングのオーナーにして、映画製作者、時にはポルノ作家でもあるアラン・シャックルトンはお蔵入りしていた『スローター』を公開するのに、マフィアが殺人現場を記録したという当時流れていたスナッフフィルムの都市伝説を利用することを思いついた。『スローター』本編とは明らかに別人の女優を同映画の主演女優ということにして、最終シーンのカットがかかった後、撮影班によって情け容赦なく殺されるという新たな結末を付け加えた。シネマ・ヴェリテ・スタイルで撮られた5分足らずのシーンは、実際の殺人を撮影したもので、FBIも動いているという曰くで宣伝された。新バージョンの『スローター』は、『スナッフ/SNUFF』と改題され、スタッフ、キャストのクレジットは全て外され、南米から輸入した謎のスナッフフィルムという触れ込みで公開された。

## 封切り
スクリーン上の作り物の死を本物であると噂を流すことが、シャックルトンのマーケティング戦略であった。シャックルトンは、偽の抗議者達を雇って映画を上映中の映画館にピケを張らせることまで行なった。間もなく、ポルノに反対する女性団体「WAP」が本当の抗議を行い始めたので論争となり、CBSイブニングニュースなどで報道された。
新しいエンディングは、フィンドレイ夫妻が企画したものでも、撮影したものでもなかった。自分たちの映画『スローター』が勝手に再利用されたと気付いた夫妻は、シャックルトンを告訴すると脅し、後に示談に応じた。その後間もなくして、ロベルタは夫マイケルを捨て、シャックルトンのもとに走った。シャックルトンは彼女にハードコアポルノ映画の製作を勧めた。マイケルは1977年5月に事故死し、シャックルトンも1979年10月に心臓発作で亡くなったが、ロベルタは1980年代後半まで、ハードコアを中心に製作、監督、脚本、撮影をこなした。
日本では、1976年6月26日からジョイパックフィルムの配給で公開された。外国映画では映倫のR指定の第1号となった作品である。アメリカでスナッフフィルムが存在するとの噂は日本でもマスメディアを通じて流されており、『スナッフ』の日本公開においても、公開の2ヶ月前から週刊誌などで実際の殺人フィルムかどうかを興味本位で取り上げられるという、アメリカでの宣伝方法が日本でも踏襲された。報知新聞1976年8月30日付に「人殺し映画『スナッフ』」と書かれている。ジョイパックフィルムは『朝日新聞』の折り込みチラシとして「CINEMA TIMES」というPR紙を配布した。抱き合わせで購入した『スナッフ』だったが、公称では配給収入4億円を記録した。一方で当時の社員は4億円は誇張だと証言している。

## 作品の評価

### 映画批評家によるレビュー
怪談史研究家の小池壮彦は、「内容は意味不明の殺人シーンが描かれているだけのシロモノである。これに比べれば『連続モデル大量殺人／惨殺の乳房』でさえ名作に思える」、「ヒットしたといわれているわりには、この映画に関心を寄せている人は少なかった気がする」と評している。
映画本編の安っぽい作りも、逆に噂に真実味を持たせたとされる。

### 後の作品への影響
本作を観た東映の岡田茂社長（当時）が、牧口雄二監督に「牛裂きで"和製スナッフ"を作れないか?」と指示を出して『徳川女刑罰絵巻 牛裂きの刑』を製作している。

## 参考
- 柳下毅一郎『興行師たちの映画史 エクスプロイテーション・フィルム全史』青土社、197-199頁、2003年。ISBN 978-4791760978